# Max Hoelz
Max Hoelz (Zeithain, 14 ottobre 1889 – Nižnij Novgorod, 15 settembre 1933) è stato un politico tedesco di stampo anarco-comunista.
Per via della sua natura ribelle che lo portò a organizzare le rivolte più importanti degli anni '20 nella Repubblica di Weimar, non svolse mai alcun incarico di prestigio all'interno del Partito Comunista.

## Biografia
Cresciuto in una famiglia di braccianti agricoli, nel 1908 si trasferì a Londra, dove alternò gli studi al Politecnico di Chelsea con lavori umili. Tornato in patria, nel 1914 si arruolò come volontario assieme agli ussari, poi dopo la prima guerra mondiale si avvicinò alla politica e al movimento operaio, aderendo dapprima al Partito Socialdemocratico Indipendente di Germania (USPD) e poi fondando il Partito Comunista di Germania (KPD) a Falkenstein nel 1919.
Popolarissimo agitatore politico, durante il Putsch di Kapp tornò a Falkenstein e fondò una sorta di "Armata Rossa" nel Vogtland che venne subito repressa, indi riparò in Cecoslovacchia, dove venne espulso dal partito per mancanza di disciplina. Reintegrato nel partito a condizione che sottostesse alla linea principale del direttivo, militò inizialmente nel Partito Comunista Operaio di Germania (KAP) organizzando diversi attentati e rapine in banca.
Per via delle sue attività sovversive venne arrestato a Berlino nel 1921 e condannato all'ergastolo. Trascorse oltre 7 anni in diverse carceri tedesche, poi riprese la sua attività nel KPD, dove ormai era diventato impopolare. Nel 1929 si trasferì quindi in Unione Sovietica, dove assunse varie funzioni nell'apparato del Comintern, non senza scontrarsi con il direttivo comunista.
Morì affogato nel fiume Oka nel 1933. È possibile che sia stato ucciso dalla polizia sovietica.